# 조선민주주의인민공화국 식료일용공업성
식료일용공업성(食料日用工業省)은 조선민주주의인민공화국의 내각 중앙행정기관이다.
농림성과 수산성, 림업성의 식품, 식료품 관련 사무와 경공업성 산하 인스턴트 식료품 관련 사무를 통합하여 일용식품공업성으로 출범하였다. 된장, 간장, 고추장, 참기름, 식용유 등의 기초식료품과 인스턴트 식품, 그리고 비누, 치약, 화장품 등 생활필수품 생산 및 품질을 관장한다. 2009년 6월 7일 설립되었다.

## 연혁
- 식품공업성 출범
- 식료일용공업성 출범
- 2018년 일용품공업성과 지방공업성으로 분리[1]

## 역대 상,부상

### 역대 식료일용공업상
- 정연과 : 2009년 6월 7일 ~ 2010년
- 조영철 : 2010년 ~ 2014년 10월
- 조영철 : 2015년 11월 15일 ~

### 역대 부상
- 조영철 : 2014년 10월 ~ 2015년 11월 15일
- 김영란 2015년 11월 15일 ~

### 역대 부부상
- 조정웅 2015년 11월 15일 ~
- 정동수 2015년 11월 15일 ~

## 산하 기관
- 피복련구소
- 식료공장

## 같이 보기
- 농업성
- 수매량정성
- 수산성